# Neoclypeodytes latifrons
Neoclypeodytes latifrons är en skalbaggsart som först beskrevs av Sharp 1882.  Neoclypeodytes latifrons ingår i släktet Neoclypeodytes och familjen dykare. Inga underarter finns listade i Catalogue of Life.